# Assoziationswiderstand
Als Assoziationswiderstand wird in der psychoanalytischen Therapie Sigmund Freuds ein Widerstand bezeichnet, der sich nicht auf die pathogene Repräsentanz (die Erscheinung der Störung) bezieht, sondern auf psychische Inhalte, die mit dieser assoziiert sind. Auf dem Prinzip des Assoziationswiderstands als deformierende, innere Selbstzensur basiert Freuds Behandlungstechnik der Freien Assoziation.

## Definition
Freud stellte fest, dass hysterische Patienten, bei der Reaktivierung von vergessenen Erinnerungen bei therapeutischen Versuchen, sich den Beeinflussungsversuchen des Therapeuten widersetzten. Dieser Widerstand gegen Assoziationen verschiedener Themen in Freuds voranalytischer Zeit, also zu der Zeit, zu der er Hypnose und Druckprozedur anwandte, sei die nach außen gewandte spiegelbildliche Kraft, die bei der Entstehung der Symptome der Dissoziation auftrat und diese aufrechterhält.

„Also eine psychische Kraft, die Abneigung des Ich, hatte also die ursprünglich pathogene Vorstellung aus der Assoziation gedrängt und widersetzte sich ihrer Wiederkehr in der Erinnerung. Das Nichtwissen der Hysterischen war also ein – mehr oder minder bewusstes – Nichtwissenwollen, und die Aufgabe des Therapeuten bestand darin, diesen Assoziationswiderstand durch psychische Arbeit zu überwinden.“

Es werden so auch Vorstellungen abgewehrt, die nicht im Widerspruch zur bereits bestehenden psychischen Struktur stehen, aber mit einer unvereinbaren Repräsentanz assoziiert sind. Der Assoziationswiderstand verhindert das Bewusstwerden einer unvereinbaren Vorstellung zuverlässiger, da er auch das Erinnern an Erinnerungen ausschließt. Die Ausweitung der Assoziationswiderstände ist ein wichtiger Mechanismus der Verdrängung.